# Ghiacciaio Somers
Il ghiacciaio Somers (in inglese Somers Glacier) (65°22′S 63°31′W) è un ghiacciaio situato sulla costa di Graham, nella parte occidentale della Terra di Graham, in Antartide. Il ghiacciaio, il cui punto più alto si trova 747 m s.l.m., fluisce verso nord-ovest fino a entrare nel flusso del ghiacciaio Trooz, nella penisola Kiev.

## Storia
Il ghiacciaio Somers è stato avvistato e mappato per la prima volta durante la spedizione britannica nella Terra di Graham, 1934-37, al comando di John Rymill. Nel 1959 è stato poi così battezzato dal Comitato britannico per i toponimi antartici in onore di Henri Somers, ingegnere capo della nave Belgica, che esplorò l'area nel 1897-99.